# 마이크로소프트 오피스 3.0
마이크로소프트 오피스 3.0(Microsoft Office 3.0)은 처음으로 윈도우에 지원되는 마이크로소프트 오피스의 최초 버전이다. 윈도우 3.1이 나온 지 4개월만인 1992년 8월 30일에 출시되었다. 이후 윈도우 NT 3.1도 같이 지원하였다.

## 구성요소
마이크로소프트 오피스 3.0의 구성요소는 다음과 같다.
- 마이크로소프트 워드 2.0c
- 마이크로소프트 파워포인트 3.0
- 마이크로소프트 엑셀 4.0c